# Soweto
Soweto è un'area urbana della città di Johannesburg, in Sudafrica. È la più grande township (baraccopoli) del Sudafrica e ha avuto un ruolo fondamentale nella storia della lotta all'apartheid. Il nome "Soweto" è una contrazione di "South Western Townships" ("township sudoccidentali").

## Storia

### La nascita delle township
La storia di Soweto ha la propria origine nell'apertura delle miniere d'oro nei pressi di Johannesburg, nel 1886. La richiesta di manodopera fece sì che moltissimi lavoratori neri confluissero nell'area. Fin dall'inizio, i neri furono sistemati in aree periferiche come Brickfields. Nel 1904, ufficialmente per contenere un'epidemia di peste, il governo trasferì tutti i neri e gli indiani di Brickfields a Klipspruit, una zona al di fuori dei confini municipali di Johannesburg, in quella che viene talvolta descritta come una sorta di "anticipazione" dell'apartheid. Altre due aree furono riservate ai neri nel 1918, una a est e una a ovest della città. Seguirono altre aree nel sudovest, a partire da Pimville (1934) e Orlando (1935).
Durante la Seconda guerra mondiale nuovi neri confluirono verso l'area di Johannesburg come conseguenza dello sviluppo dell'industria e delle nuove leggi rurali che privarono molte famiglie africane della terra. Se i primi insediamenti erano attrezzati con modeste abitazioni, l'afflusso di neri in questo periodo divenne incontrollato e informale, e attorno a Johannesburg iniziarono a sorgere baraccopoli con capanne di lamiera e cartone, dette township nel gergo in uso in Sudafrica. Fra gli episodi salienti di questa "colonizzazione" del circondario di Johannesburg si ricorda l'occupazione della zona di Masakeng da parte di James Panza.
Man mano che le township si espandevano, nella parte sudovest di Johannesburg esse vennero a formare gradualmente un agglomerato unico, di enormi proporzioni. Durante la guerra nella zona fu costruito un ospedale per il ricovero dei soldati britannici e del Commonwealth, che solo dopo la guerra divenne accessibile alla popolazione nera. L'ospedale, battezzato "Baragwanath" nel 1948 e Chris Hani-Baragwanath nel 1997, è il più grande del mondo.

### L'apartheid e l'espansione delle township
Nel 1948, con l'ascesa al potere del National Party e l'istituzione del sistema di leggi dell'apartheid, il ritmo di espansione delle township aumentò rapidamente, a causa dell'allontanamento forzato di molti neri da aree residenziali come Martindale, Sophiatown e Alexandra. Anche in questo caso, le nuove aree predisposte dall'amministrazione comunale per gli immigrati risultarono insufficienti, e in molte zone gli insediamenti crebbero in modo incontrollato.
Nel 1956, sempre nel contesto delle politiche segregazioniste e come anticipazione dell'istituzione delle homeland, furono costruite nuove township destinate solo a determinati gruppi etnici, come Sotho, Tswana, Zulu, Tsonga, Venda e Xhosa. Nel 1963 entrò ufficialmente in uso il nome Soweto per riferirsi all'agglomerato delle township nella parte sudoccidentale della periferia di Johannesburg.

### Gli scontri del 1976
Il 16 giugno 1976 la popolazione di Soweto insorse per protestare contro la decisione del governo sudafricano di sostituire l'afrikaans (lingua di ceppo boero-olandese identificata con gli oppressori coloniali) all'inglese nelle scuole. Nella zona di Orlando, la polizia fece fuoco su un corteo di 10.000 studenti. Nei dieci giorni di violenti scontri che seguirono furono uccise diverse centinaia di persone.
Il massacro di Soweto ebbe una forte eco sia nel paese che nel mondo. Numerose istituzioni internazionali, incluse le Nazioni Unite, stabilirono pesanti sanzioni economiche nei confronti del Sudafrica; molti attivisti politici lasciarono il paese, e diversi movimenti politici anti-segregazionisti intrapresero proprio in quel frangente la via della lotta armata. Il governo sudafricano cercò di recuperare la propria immagine fornendo a Soweto una rete elettrica migliore.

### Evoluzione amministrativa
Prima degli anni settanta, Soweto era amministrata dal consiglio comunale di Johannesburg. Negli anni '70, nei momenti cruciali della contestazione, il controllo della township passò direttamente nelle mani dello Stato. Nel 1983, sulla scorta del Black Local Authorities Act, Soweto divenne una municipalità indipendente, con un consiglio locale formato da neri. Tuttavia, lo stato non concesse a Soweto i finanziamenti necessari per porre rimedio alla situazione drammatica della scarsità di abitazioni e infrastrutture. La popolazione delle township mise in dubbio la buona fede degli amministratori locali, sostenendo che erano troppo accomodanti nei confronti del governo. Quando le nuove leggi segregazioniste introdotte dal National Party esclusero definitivamente i neri dal Parlamento, la cittadinanza di Soweto protestò boicottando le successive elezioni municipali.

### Le proteste degli anni '80

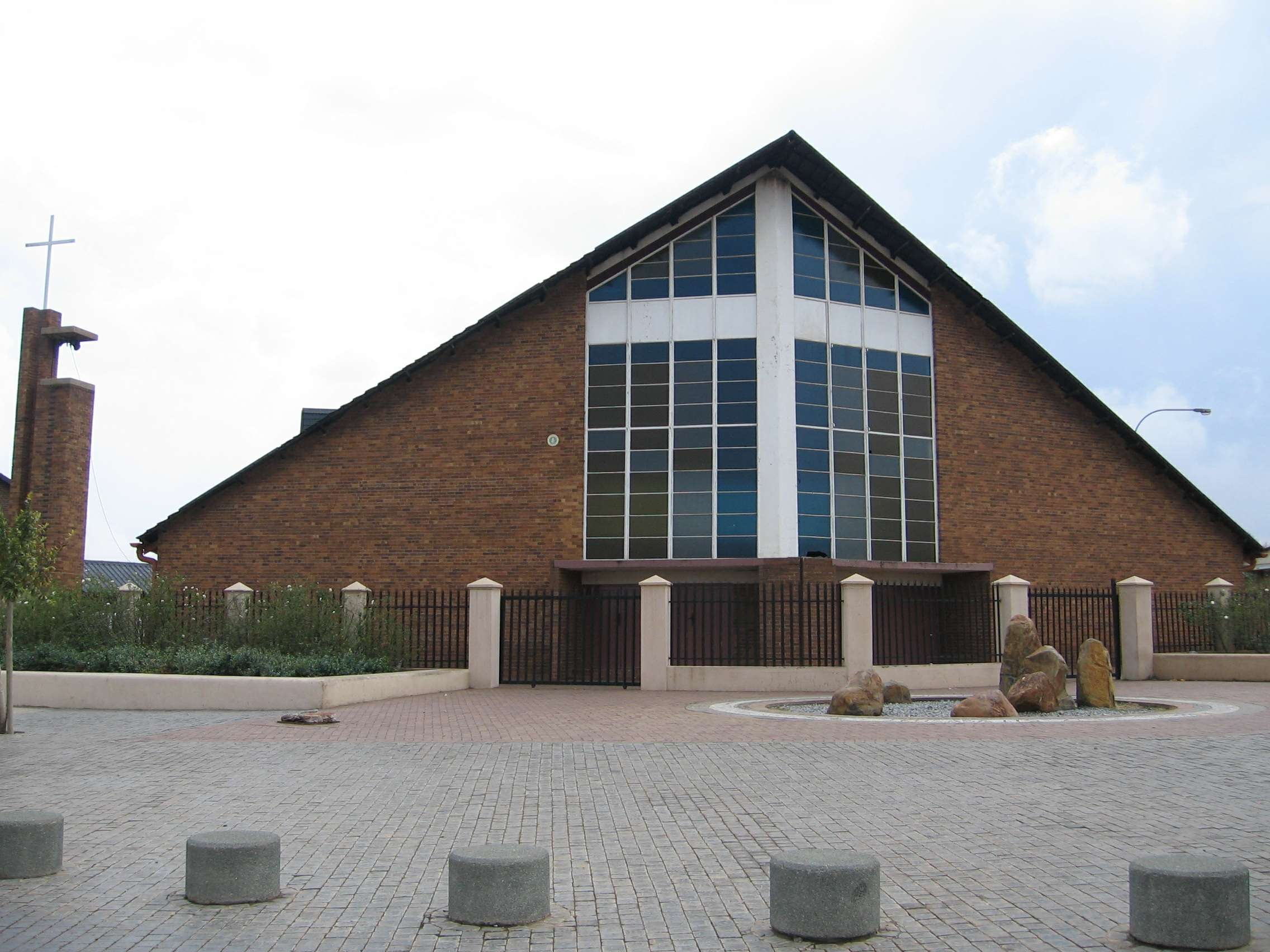
La chiesa di Regina Mundi

Negli anni ottanta la popolazione di Soweto mise in campo molte differenti forme di protesta nei confronti del regime dell'apartheid. Ci furono boicottaggi scolastici ed economici, e furono istituiti comitati di quartiere e altre organizzazioni che iniziarono a svolgere un ruolo alternativo rispetto alle strutture statali. Le iniziative si moltiplicarono quando l'African National Congress, nel 1985, lanciò un appello chiedendo ai cittadini sudafricani di rendere ingovernabile il paese. Il governo sudafricano vietò ai neri qualsiasi forma di raduno. Molte assemblee segrete si tennero nelle chiese; particolarmente nota in questo senso è la chiesa di Regina Mundi, la più grande chiesa cattolica del Sudafrica, situata proprio nel cuore di Soweto.

### Dopo l'apartheid
Nel 1995, crollato il regime dell'apartheid, Soweto divenne parte del Southern Metropolitan Transitional Local Council, e nel 2002 fu incorporata nella città di Johannesburg

## Società

### Evoluzione demografica
Nel censimento del 2001 la popolazione di Soweto risultava di 896 995 persone. In seguito, Soweto è stata accorpata a Johannesburg, e non sono quindi disponibili dati di censimento separati per le due realtà. In ogni caso, si stima che a Soweto viva circa il 65% degli abitanti complessivi di Johannesburg. La popolazione è quasi interamente di neri, ma fortemente multietnica: si parlano a Soweto tutte e undici le lingue ufficiali del Sudafrica. I gruppi predominanti sono gli Zulu, i Sotho, gli Tswana, gli Swazi e gli Tsonga.

## Economia

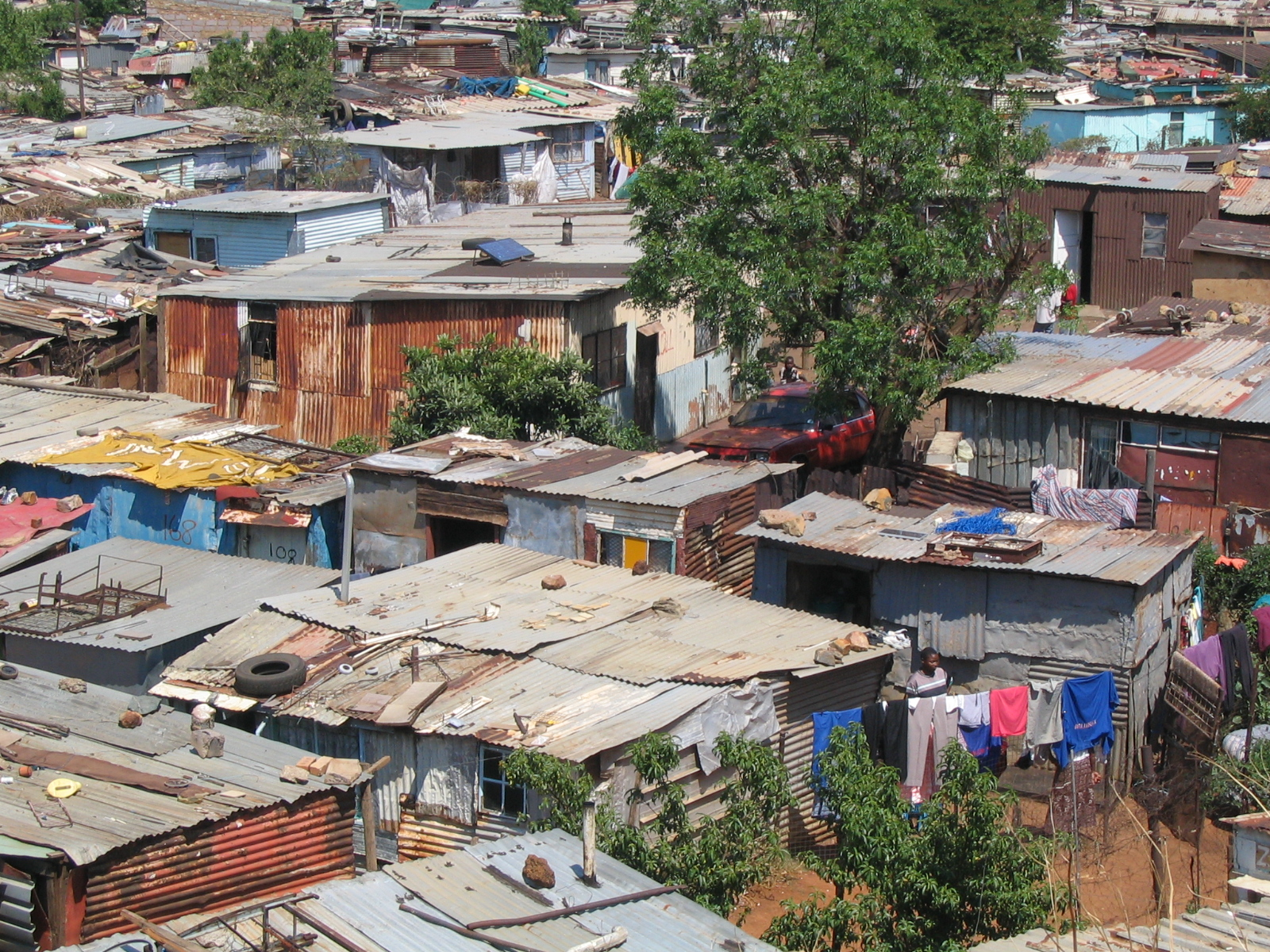
Baraccopoli, Soweto

All'interno di Soweto coesistono quartieri residenziali abitati da appartenenti al ceto medio e baraccopoli che danno rifugio a nullatenenti. In generale, la parte sudovest è mediamente più ricca. Si tratta in ogni caso di una realtà urbana (o suburbana) estremamente varia, e non mancano all'interno della township le lussuose ville di qualche star della musica pop o del cinema.
Lo sviluppo economico di Soweto è stato quasi nullo durante il periodo dell'apartheid, a causa della totale inadeguatezza delle infrastrutture (a partire dall'assenza di strade asfaltate). Sostanzialmente, la township è stata per molti anni una città dormitorio per gli operai impiegati nelle fabbriche di Johannesburg. La legge voluta dal National Party nel 1957 e nota come Natives Consolidation Act poneva forti limiti alla possibilità degli abitanti di Soweto di dare avvio a imprese commerciali: erano ammessi soltanto sette tipi di negozi e il numero degli esercizi era sottoposto a un rigido controllo. Questa pressione diede origine a un certo volume di attività clandestine.
Ancora nel 1976, in tutta Soweto c'erano solo due cinema e due alberghi, e solo 1 casa su 5 aveva la corrente elettrica. Molti sowetiani usavano il fuoco per riscaldarsi e cucinare. A causa della mancanza di igiene e di riscaldamento, il tasso di mortalità infantile a Soweto era oltre il triplo di quello di Johannesburg.
Nel 1977 le restrizioni sull'impresa furono allentate, e a Soweto esplose il micro-business dei taxi, che andarono a sostituire un sistema di mezzi pubblici praticamente inesistente.
Nel 1994, i sowetiani guadagnavano in media meno di un sesto dei cittadini di Johannesburg. La povertà è tuttora molto diffusa, e ci sono ancora vastissime aree in cui le abitazioni sono baracche di fortuna (per esempio Klipspruit). I sowetiani più poveri non sono in condizione di pagare la corrente elettrica. Il tasso di disoccupazione è sopra il 50%.
Recentemente, tuttavia, si possono identificare alcuni segnali di ripresa economica. In alcune zone di Soweto le strade sono in buone condizioni e ci sono investimenti di capitali per costruire nella township grandi centri commerciali e alberghi di buon livello. Soweto sta anche acquisendo la funzione di polo per la vita culturale della città e ospita diversi musei (sulla storia della lotta all'apartheid) che sono fra le principali attrazioni turistiche del Gauteng.

## Luoghi di interesse

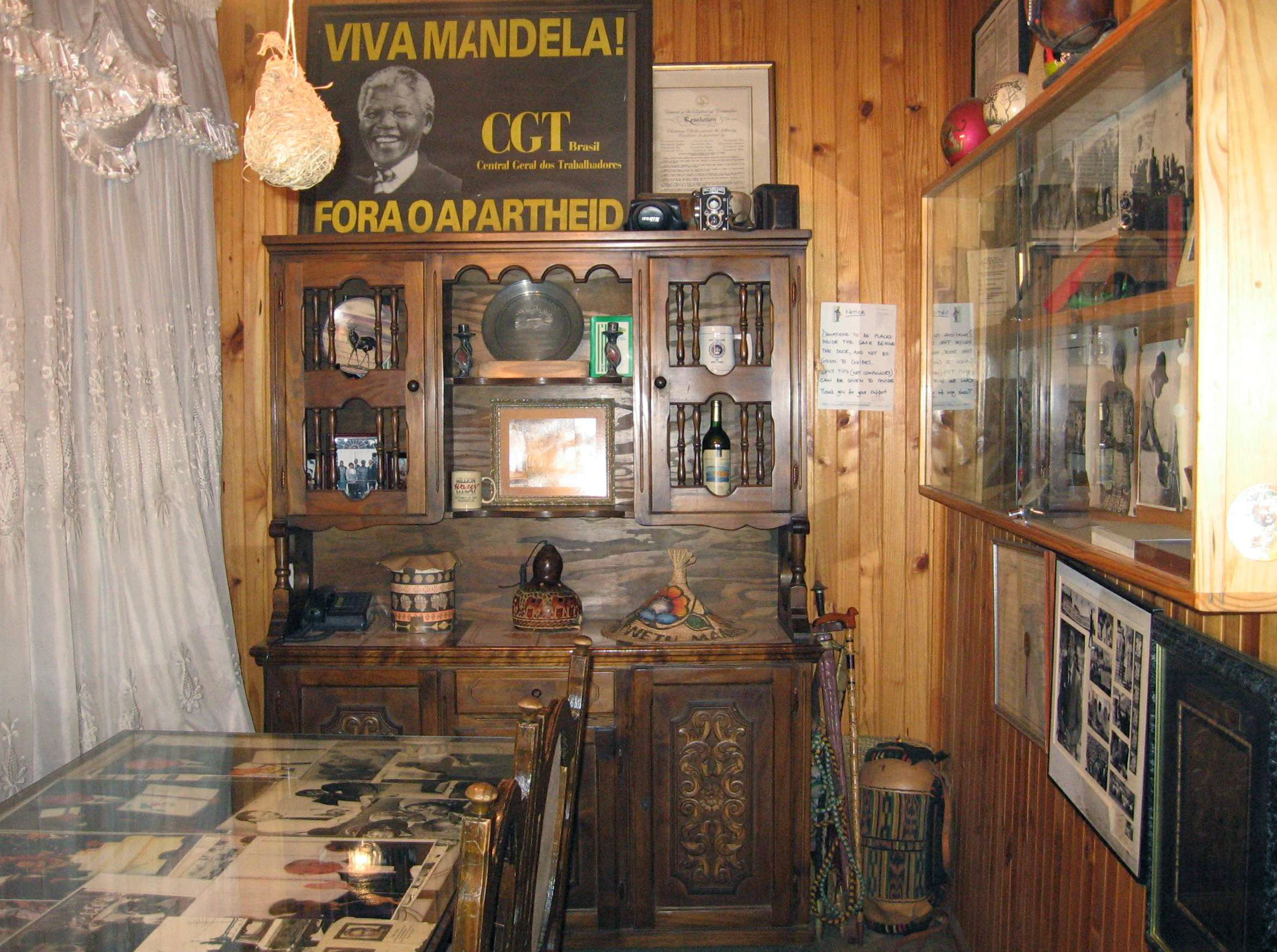
Il museo sulla vita di Mandela, allestito all'interno di quella che fu casa sua

I principali luoghi di interesse di Soweto sono:
- L'ospedale Chris Hani-Baragwanath (Diepkloof)
- Le torri di raffreddamento della centrale elettrica di Orlando, decorate con enormi murales
- Il villaggio di Credo Mutwa (Central Western Jabavu)
- Freedom Square (Kliptown)
- Hector Pieterson Memorial Museum (Orlando West), museo commemorativo degli eventi del 1976. Intitolato a Hector Pieterson, un ragazzo di 12 anni che fu la prima vittima della polizia nella sparatoria del 16 giugno
- Mandela Family Museum (8115, Orlando West), allestito in quella che fu l'abitazione di Mandela a Soweto (oggi monumento nazionale), raccoglie materiale sulla sua vita e su quella della moglie Winnie Mandela
- Chiesa cattolica di Regina Mundi, Orlando East
- Il Soccer City, meglio conosciuto come FNB Stadium.

## Suddivisione interna
Poiché Soweto è un agglomerato di vastissime proporzioni, è possibile distinguere al suo interno numerosi sobborghi o township minori. Quello che segue è un elenco di alcuni dei sobborghi principali.
| Nome        | Anno di nascita dell'insediamento |
| ----------- | --------------------------------- |
| Klipspruit  | 1904                              |
| Orlando     | 1932                              |
| Pimville    | 1934                              |
| Moroka      | 1946                              |
| Dube        | 1948                              |
| Jabavu      | 1948                              |
| Mofolo      | 1954                              |
| Chiawelo    | 1956                              |
| Dhlamini    | 1956                              |
| Jabulani    | 1956                              |
| Mapetla     | 1956                              |
| Molapo      | 1956                              |
| Moletsane   | 1956                              |
| Naledi      | 1956                              |
| Phiri       | 1956                              |
| Tladi       | 1956                              |
| Zola        | 1956                              |
| Zondi       | 1956                              |
| Diepkloof   | 1957                              |
| Meadowlands | 1958                              |
| Emdeni      | 1958                              |
| Senaoane    | 1958                              |